# Puerta de Agoghlan
La Puerta de Agoghlan, la Puerta Mukhtar o la Puerta Shushakend (en azerí: Ağoğlan qapısı, Muxtar qapısı və ya Şuşakənd qapısı) es una de las tres puertas principales de la Fortaleza de Shusha.

## Historia

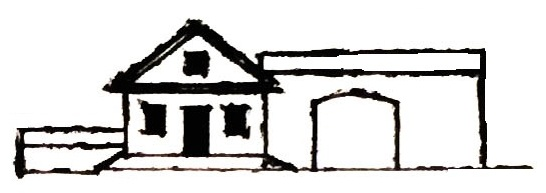
Plano de la Puerta de Agoghlan

La Fortaleza de Shusha fue erigida por orden del kan de Karabaj Panahali para proteger de las invasiones enemigas. La fortaleza fue construida en estilo oriental en el siglo XVIII. La fortaleza de Shusha ese encuentra a una altitud de 1400-1800 metros sobre el nivel del mar.
La Fortaleza de Shusha tiene tres puertas principales: la Puerta de Ganyá, la Puerta de Iravan y la Puerta de Agoghlan. La Puerta de Ganyá conectaba Shusha con la ciudad de Ganyá y la región de Chilabord del kanato de Karabaj. La Puerta de Iravan, situada en el lado oeste de la fortaleza, conectaba Shusha con la ciudad de Iravan y el pueblo de Khalfali. La tercera puerta de la fortaleza es la Puerta de Agoghlan, situada en el lado este de la fortaleza. La Puerta de Agoghlan conectaba la ciudad de Shusha con los pueblos de Shushakend y Mukhtar y se extendía hasta el castillo de Agoghlan. En el siglo XIX  se construyó la prisión de Shusha en la parte inferior de la fortaleza, cerca de esta puerta.